# Dmitrij Vasiljev
Dmitrij Ivanovitj Vasiljev (russisk: Дмитрий Иванович Васильев; født 21. oktober 1900, død 5. januar 1984) var en sovjet-russisk filminstruktør. Han instruerede 9 film mellem 1931 og 1960.

## Filmografi
- Lenin i oktober (Ленин в Октябре, 1937)
- Alexander Nevskij (Алекса́ндр Не́вский, 1938) med Sergej Eisenstein
- I fædrelandets navn (Во имя Родины, 1943)
- Sjukovskij (Жуковский, 1950)
- Nad Tissoj (Над Тиссой, 1958)
- Oni sjli na Vostok (Они шли на Восток, 1964)

## Eksterne links
- Dmitrij Vasiljev på Internet Movie Database (engelsk)
- Dmitrij Vasiljev på The Movie Database (engelsk)